# Astigmatism (ochi)
Astigmatismul (grec. astigma = fără stigmă, fără punct de focar) este o boală a ochiului cauzată de o deformare de cornee, care atrage după sine o refracție defectuoasă a razei de lumină în globul ocular.
În cazul astigmatismului, razele de lumină albă care sosesc la ochi sub formă de raze paralele (de ex. de la un obiect îndepărtat) suferă un proces complex și inegal de refracție. Cu cât această refracție diferențiată este mai inegală, cu atât astigmatismul se consideră  mai grav.
La om ochiul cu un astigmatism de până la 0 ,5 dioptrii (1 dpt = f-1) este considerat normal.

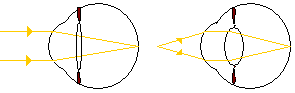
Focarul luminii unui obiect aflat la distanță și al unui obiect apropiat

## Forma de manifestare
În timp ce imaginea din focar a unei surse de lumină îndepărtate are la ochiul sănătos o formă sferică, în cazul astigmatismului apare o imagine formată din două linii, din cauza refracției diferite a razelor de lumină. Cu cât cele două linii sunt mai îndepărtate una de alta, cu atât astigmatismul este mai grav.

## Forme de astigmatism
Sunt forme regulate de astigmatism, când cele două imagini virtuale formate pe retină care pot fi situate la distanțe diferite între ele după gravitatea bolii, dar imaginile sunt întotdeauna amplasate pe o axă verticală, pe când la formele neregulate imaginile se află în poziția unui unghi de 90° sau așezate oblic una față de alta.

## Cauze
Frecvent bombarea corneei are o formă anormală elipsoidală, această deformare poate determina miopie (vedere scurtă), sau keratoconus sau keratoglobus care apare frecvent la ambii ochi manifestându-se frecvent ca miopie mai rar ca prezbitism (raport femei/bărbați fiind 1:2).
Practic, toți oamenii au astigmatism. Este vorba de astigmatismul fiziologic (0,50–0,75 dpt), pentru care nu se impune corecție optică, fiind însoțit de o vedere normală. Existând de la naștere, el poate fi însoțit de o ușoară evoluție și se numește congenital. Astigmatismul poate fi și dobândit, unul dintre factorii determinanți fiind intervenția chirurgicală, dar și diverse maladii oculare, precum keratocon, și pterigion.

## Urmări
Imaginea formată pe retină este neclară la ochiul care suferă de această afecțiune care poate să apară ori la naștere (Amblyopie care apare frecvent numai la un ochi), ori mai târziu, fiind o formă ireversibilă.

## Corecție si tratare
Corecția optică a astigmatismului se poate face cu ochelari sau lentile de contact. Pentru o corecție permanentă se recurge la chirurgia refractivă.
Chirurgial astigmatismul poate fi corectat prin tehnicile: 
- Lasek/PRK
- FemtoLasik
- ReLEx SMILEO
- Implant in scop refractiv